# Perilampidae
Famille
Les Perilampidae sont une famille d'hyménoptères de la super-famille des Chalcidoidea.
Ce sont des parasites de névroptères, coléoptères, hyménoptères… Il y a 229 espèces décrites.

## Sous-familles
Chrysolampinae - Perilampinae - Philomidinae + genres non assignés